# Haruna Kawaguchi
Pour les articles homonymes, voir Kawaguchi (homonymie).
Haruna Kawaguchi  (川口 春奈, Kawaguchi Haruna) (née le 10 février 1995 à Gotô, dans la préfecture de Nagasaki, au Japon) est une actrice et mannequin japonaise.

## Biographie
Haruna Kawaguchi a joué dans quelques téléfilms dont Ouran High School Host Club où elle tient le rôle de Fujioka Haruhi.

## Filmographie

### Cinéma
- 2011 : Moshidora
- 2012 : Ouran High School Host Club
- 2012 : POV~Norowareta Film~
- 2013 : Zekkyou Gakkyuu
- 2013 : The Last Chance : Diary of Comedians
- 2013 : Madame Marmalade no ijo na nazo

### Télévision

#### Téléfilms
- 2009 : Tokyo Dogs (Fuji TV), Karin Takakura
- 2010 : Nakanai to Kimeta Hi (Fuji TV), Ai Kakuta
- 2010 : Hatsukoi Chronicle (BS Fuji), Misaki Satoura
- 2010 : Flunk Punk Rumble (TBS), Rinka Himeji

#### Séries télévisées
- 2011 : Ouran High School Host Club (TBS), Fujioka Haruhi

### Doublage
- 2023 : Élémentaire : Flam Lumen